# 359
359 (CCCLIX) var ett normalår som började en fredag i den julianska kalendern.

## Händelser

### Juli
- Juli – Konciliet i Rimini hålls. Dess syfte är att, än en gång, försöka lösa den arianska kontroversen. Med tanke på Hieronymus kommentar att "Hela världen stönade i sin förvåning över att finna sig vara ariansk" verkar det ha misslyckats.

### December
- 11 december – Den förste kände prefekten av Konstantinopel, Honoratus, tillträder sin tjänst.

### Okänt datum
- Shapur II av Persien besegrar romarna i slaget vid Amida och erövrar därmed Amida från dem.

## Födda
- Gratianus, romersk kejsare
- Stilicho, romersk general
- Godigisel, kung över vandalerna